# Stefan Lux
Stefan Lux (Malacky, 11 novembre 1888 – Ginevra, 3 luglio 1936) è stato un giornalista, poeta e regista slovacco.

## Biografia
Nacque a Malacky, città della regione di Bratislava, nell'attuale Slovacchia, quando questa faceva ancora parte del Regno d'Ungheria e dell'Impero austro-ungarico. Studiò prima a Bratislava e poi giurisprudenza a Budapest. Fece l'attore recitando sui palcoscenici di Berlino e di Vienna. Nel 1920, diresse un film, Gerechtigkeit, una delle prime produzioni che affrontavano il problema dell'antisemitismo ormai dilagante in Germania. Vi presero parte alcuni attori ebrei tedeschi come Ernst Deutsch, Fritz Kortner e, soprattutto, l'austriaco Rudolph Schildkraut, il quale, subito dopo, partì per andare a vivere negli Stati Uniti.
Trasferitosi a Praga, Lux vi fondò un teatro. Continuò a combattere il nazionalsocialismo con i suoi scritti e i suoi articoli in maniera veemente. Nel 1936, decise di denunciare la persecuzione degli ebrei nel Reich tedesco con un gesto estremo: riuscì a farsi accreditare come giornalista all'Assemblea Generale della Società delle Nazioni che si teneva a Ginevra. La mattina del 3 luglio 1936, entrò nella sala dove aveva appena parlato il ministro degli esteri spagnolo Augusto Barcia Trelles, pronunciò le sue accuse davanti ai diplomatici e al presidente Paul van Zeeland e poi si sparò al petto con una pistola che si era portato dietro. Venne ricoverato in ospedale a Ginevra, dove morì la sera stessa. Fu sepolto nel cimitero ebraico della città svizzera.

## Filmografia

### Regista
- Gerechtigkeit (1920)

### Film e documentari dove appare il personaggio di Lux
- Amen., regia di Costa-Gavras (2002) - il personaggio di Lux è interpretato dall'attore rumeno Ovidiu Cuncea